# Liste d'îles par superficie
La liste d'îles par superficie dresse un classement des îles du monde de plus de 3 000 km2 par ordre  décroissant. Les superficies continentales sont données à titre de comparaison.

## Hypothèses de classement

### Australie continentale
L'Australie continentale est généralement considérée comme un continent et non comme une île,,,, même si certaines sources lui confèrent les deux attributs,. Dans les sources francophones, on trouve également le terme « continent » pour décrire l'Océanie, bien que ce terme soit alors utilisé dans l'acception de « partie du monde », et non de « grande étendue de terre émergée ».

### Groenland
Le Groenland est généralement considéré comme la plus grande île du monde,,, bien que son statut d'« île » soit parfois remis en cause.

## Masses continentales
Les continents sont de grandes étendues de terre qui présentent une vaste continuité géographique. Leurs limites sont généralement matière de convention plus que de critères géographiques stricts : leur nombre, leur étendue et leur délimitation varient suivant les époques et les cultures. Ils peuvent inclure des masses continentales et des îles environnantes qui en sont séparées.
Le tableau suivant recense les quatre principales terres émergées contiguës. Ces masses continentales ne sont généralement pas considérées comme des îles, même si elles forment des masses terrestres contiguës complètement entourées d'eau. Elles regroupent à elles seules 92% des terres émergées du globe, les îles n'en constituant que 8%.
| # | Nom          | Superficie (km²) | Superficie (%) | Notes |
| - | ------------ | ---------------- | -------------- | --- |
| 1 | Afro-Eurasie | 79 600 000       | 53,5           | Principale terre émergée contiguë de la planète, regroupant plus de la moitié de la superficie terrestre totale. En 2024, l'Afro-Eurasie est partagée entre 126 pays (et 7 États non reconnus internationalement). Le canal de Suez sépare physiquement Afrique et Asie. Il s'agit toutefois d'un canal artificiel ; les deux masses terrestres qu'il délimite, l'Afrique et l'Eurasie, peuvent être ou non perçues comme des masses continentales distinctes. |
| 2 | Amérique     | 38 000 000       | 25,5           | Deuxième terre émergée continguë de la planète, partagée en 2024 entre 23 pays. Le canal de Panama coupe le continent américain en deux. Comme le canal de Suez, il s'agit d'un canal artificiel qui peut être ou non perçu comme séparant le continent en deux masses terrestres distinctes. |
| 3 | Antarctique  | 13 100 000       | 8,9            | À la différence des autres terres émergées, le continent antarctique ne comporte aucun État indépendant. |
| 4 | Australie    | 7 590 000        | 5,1            | L'Australie continentale forme la majeure partie du territoire de l'Australie. Elle est généralement considérée comme une masse continentale à part entière, bien que certains la considèrent comme le plus vaste territoire insulaire de la planète. |

## Liste
| #     | Nom                               | Pays                                  | Superficie (km²) |
| ----- | --------------------------------- | ------------------------------------- | ---------------- |
| -     | Australie continentale            | Australie                             | +7 591 608,      |
| +001, | Groenland                         | Danemark                              | +2 166 086,      |
| +002, | Nouvelle-Guinée                   | Indonésie / Papouasie-Nouvelle-Guinée | +0775 210,       |
| +003, | Bornéo                            | Brunei / Indonésie / Malaisie         | +0743 330,       |
| +004, | Madagascar                        | Madagascar                            | +0587 295,       |
| +005, | Île de Baffin                     | Canada                                | +0507 451,       |
| +006, | Sumatra                           | Indonésie                             | +0473 481,       |
| +007, | Honshū                            | Japon                                 | +0230 510,       |
| +008, | Grande-Bretagne                   | Royaume-Uni                           | +0229 850,       |
| +009, | Île Victoria                      | Canada                                | +0217 291,       |
| +010, | Île d'Ellesmere                   | Canada                                | +0196 236,       |
| +011, | Célèbes                           | Indonésie                             | +0189 035,       |
| +012, | Île du Sud                        | Nouvelle-Zélande                      | +0150 737,       |
| +013, | Java                              | Indonésie                             | +0128 297,       |
| +014, | Île de Terre-Neuve                | Canada                                | +0115 220,       |
| +015, | Île du Nord                       | Nouvelle-Zélande                      | +0114 050,       |
| +016, | Cuba                              | Cuba                                  | +0105 007,       |
| +017, | Luçon                             | Philippines                           | +0104 688,       |
| +018, | Islande                           | Islande                               | +0102 828,       |
| +019, | Mindanao                          | Philippines                           | +0097 530,       |
| +020, | Irlande                           | Irlande / Royaume-Uni                 | +0084 406,       |
| +021, | Hokkaidō                          | Japon                                 | +0083 456,       |
| +022, | Sakhaline                         | Russie                                | +0077 158,       |
| +023, | Hispaniola                        | Haïti / République dominicaine        | +0076 480,       |
| +024, | Île Banks                         | Canada                                | +0070 028,       |
| +025, | Sri Lanka                         | Sri Lanka                             | +0065 610,       |
| +026, | Île de Tasmanie                   | Australie                             | +0060 637,       |
| +027, | Île Devon                         | Canada                                | +0055 247,       |
| +028, | Île Alexandre-Ier                 | Antarctique                           | +0049 069,       |
| +029, | Grande île de la Terre de Feu     | Argentine / Chili                     | +0047 992,       |
| +030, | Île Severny                       | Russie (Nouvelle-Zemble)              | +0046 904,       |
| +031, | Île Berkner                       | Antarctique                           | +0043 873,       |
| +032, | Île Axel Heiberg                  | Canada                                | +0043 178,       |
| +033, | Île Melville                      | Canada                                | +0042 149,       |
| +034, | Île Southampton                   | Canada                                | +0041 214,       |
| +035, | Marajó                            | Brésil                                | +0040 100,       |
| +036, | Spitzberg                         | Norvège (Svalbard)                    | +0039 044,       |
| +037, | Nouvelle-Bretagne                 | Papouasie-Nouvelle-Guinée             | +0036 520,       |
| +038, | Taïwan                            | Taïwan                                | +0035 883,       |
| +039, | Kyūshū                            | Japon                                 | +0035 640,       |
| +040, | Île du Prince-de-Galles           | Canada                                | +0033 339,       |
| +041, | Île Ioujny                        | Russie (Nouvelle-Zemble)              | +0033 275,       |
| +042, | Hainan                            | Chine                                 | +0032 900,       |
| +043, | Île de Vancouver                  | Canada                                | +0032 134,       |
| +044, | Timor                             | Indonésie / Timor oriental            | +0030 777,       |
| +045, | Sicile                            | Italie                                | +0025 709,       |
| +046, | Île Somerset                      | Canada                                | +0024 786,       |
| +047, | Sardaigne                         | Italie                                | +0024 090,       |
| +048, | Île Kotelny                       | Russie                                | +0023 165,       |
| +049, | Île de Bananal                    | Brésil                                | +0019 162,       |
| +050, | Shikoku                           | Japon                                 | +0018 803,       |
| +051, | Halmahera                         | Indonésie                             | +0017 780,       |
| +052, | Céram                             | Indonésie                             | +0017 148,       |
| +053, | Grande Terre (Nouvelle-Calédonie) | France                                | +0016 664,       |
| +054, | Île de Bathurst                   | Canada                                | +0016 042,       |
| +055, | Île du Prince-Patrick             | Canada                                | +0015 848,       |
| +056, | Île Thurston                      | Antarctique                           | +0015 700,       |
| +057, | Sumbawa                           | Indonésie                             | +0015 448,       |
| +058, | Nordaustlandet                    | Norvège (Svalbard)                    | +0014 443,       |
| +059, | Florès                            | Indonésie                             | +0014 300,       |
| +060, | Île de la Révolution-d'Octobre    | Russie                                | +0014 170,       |
| +061, | Île du Roi-Guillaume              | Canada                                | +0013 111,       |
| +062, | Samar                             | Philippines                           | +0013 080,       |
| +063, | Negros                            | Philippines                           | +0012 705,       |
| +064, | Palawan                           | Philippines                           | +0012 189,       |
| +065, | Panay                             | Philippines                           | +0012 011,       |
| +066, | Tupinambarana                     | Brésil                                | +0011 850,       |
| +067, | Yos Sudarso                       | Indonésie                             | +0011 742,       |
| +068, | Bangka                            | Indonésie                             | +0011 694,       |
| +069, | Île Bolchevique                   | Russie                                | +0011 312,       |
| +070, | Île Ellef Ringnes                 | Canada                                | +0011 295,       |
| +071, | Sumba                             | Indonésie                             | +0011 153,       |
| +072, | Île Bylot                         | Canada                                | +0011 067,       |
| +073, | Jamaïque                          | Jamaïque                              | +0010 991,       |
| +074, | Hawaï                             | États-Unis                            | +0010 432,       |
| +075, | Viti Levu                         | Fidji                                 | +0010 388,       |
| +076, | Île du Cap-Breton                 | Canada                                | +0010 311,       |
| +077, | Île Bougainville                  | Papouasie-Nouvelle-Guinée             | +0010 049,       |
| +078, | Mindoro                           | Philippines                           | +0009 735,       |
| +079, | Île Prince-Charles                | Canada                                | +0009 521,       |
| +080, | Buru                              | Indonésie                             | +0009 505,       |
| +081, | Kodiak                            | États-Unis                            | +0009 293,       |
| +082, | Chypre                            | Chypre / Chypre du Nord / Royaume-Uni | +0009 251,       |
| +083, | Île Komsomolets                   | Russie                                | +0009 006,       |
| +084, | Porto Rico                        | États-Unis                            | +0008 868,       |
| +085, | Corse                             | France                                | +0008 722,       |
| +086, | Nouvelle-Irlande                  | Papouasie-Nouvelle-Guinée             | +0008 650,       |
| +087, | Île de Disko                      | Danemark (Groenland)                  | +0008 578,       |
| +088, | Île Carney                        | Antarctique                           | +0008 500,       |
| +089, | Crète                             | Grèce                                 | +0008 450,       |
| +090, | Île de Chiloé                     | Chili                                 | +0008 394,       |
| +091, | Île d'Anticosti                   | Canada                                | +0007 941,       |
| +092, | Île Wrangel                       | Russie                                | +0007 608,       |
| +093, | Île Roosevelt                     | Antarctique                           | +0007 500,       |
| +094, | Leyte                             | Philippines                           | +0007 368,       |
| +095, | Seeland                           | Danemark                              | +0007 031,       |
| +096, | Île Cornwallis                    | Canada                                | +0006 995,       |
| +097, | Île du Prince-de-Galles           | États-Unis (Alaska)                   | +0006 675,       |
| +098, | Grande Terre                      | France (Îles Kerguelen)               | +0006 675,       |
| +099, | Malouine orientale                | Royaume-Uni (Îles Malouines)          | +0006 605,       |
| +100, | Île Siple                         | Antarctique                           | +0006 500,       |
| +101, | Île Graham                        | Canada                                | +0006 361,       |
| +102, | Île de Nouvelle-Sibérie           | Russie                                | +0006 200,       |
| +103, | Île Melville                      | Australie                             | +0005 786,       |
| +104, | Île-du-Prince-Édouard             | Canada                                | +0005 620,       |
| +105, | Vanua Levu                        | Fidji                                 | +0005 587,       |
| +106, | Île Wellington                    | Chili                                 | +0005 556,       |
| +107, | Île Coats                         | Canada                                | +0005 498,       |
| +108, | Bali                              | Indonésie                             | +0005 392,       |
| +109, | Île Chichagof                     | États-Unis                            | +0005 306,       |
| +110, | Guadalcanal                       | Îles Salomon                          | +0005 302,       |
| +111, | Île Amund Ringnes                 | Canada                                | +0005 255,       |
| +112, | Madura                            | Indonésie                             | +0005 250,       |
| +113, | Île Riesco                        | Chili                                 | +0005 110,       |
| +114, | Edgeøya                           | Norvège (Svalbard)                    | +0005 074,       |
| +115, | Île Mackenzie King                | Canada                                | +0005 048,       |
| +116, | Île Caviana                       | Brésil                                | +0005 000,       |
| +117, | Île Grande de Gurupa              | Brésil                                | +0004 864,       |
| +118, | Bohol                             | Philippines                           | +0004 821,       |
| +119, | Belitung                          | Indonésie                             | +0004 800,       |
| +120, | Trinité                           | Trinité-et-Tobago                     | +0004 748,       |
| +121, | Lombok                            | Indonésie                             | +0004 739,       |
| +122, | Vendsyssel-Thy                    | Danemark                              | +0004 685,       |
| +123, | Île Adélaïde                      | Antarctique                           | +0004 663,       |
| +124, | Île Saint-Laurent                 | États-Unis                            | +0004 640,       |
| +125, | Grande Liakhov                    | Russie (Îles de Nouvelle-Sibérie)     | +0004 600,       |
| +126, | Isabela                           | Équateur (îles Galápagos)             | +0004 588,       |
| +127, | Grande Malouine                   | Royaume-Uni (Îles Malouines)          | +0004 532,       |
| +128, | Cebu                              | Philippines                           | +0004 468,       |
| +129, | Île Stefansson                    | Canada                                | +0004 463,       |
| +130, | Buton                             | Indonésie                             | +0004 408,       |
| +131, | Île Kangourou                     | Australie                             | +0004 405,       |
| +132, | Malaita                           | Îles Salomon                          | +0004 307,       |
| +133, | Île de l'Amirauté                 | États-Unis                            | +0004 264,       |
| +134, | Île Nunivak                       | États-Unis                            | +0004 226,       |
| +135, | Île Hoste                         | Chili                                 | +0004 117,       |
| +136, | Île Baranof                       | États-Unis                            | +0004 103,       |
| +137, | Île Spaatz                        | Antarctique                           | +0004 100,       |
| +138, | Île Unimak                        | États-Unis                            | +0004 069,       |
| +139, | Nias                              | Indonésie                             | +0004 064,       |
| +140, | Espiritu Santo                    | Vanuatu                               | +0003 955,       |
| +141, | Terre de Milne                    | Groenland                             | +0003 913,       |
| +142, | Siberut                           | Indonésie                             | +0003 810,       |
| +143, | Géorgie du Sud                    | Royaume-Uni                           | +0003 755,       |
| +144, | Île Kolgouïev                     | Russie                                | +0003 728,       |
| +145, | Île Santa Inés                    | Chili                                 | +0003 688,       |
| +146, | Eubée                             | Grèce                                 | +0003 685,       |
| +147, | Majorque                          | Espagne                               | +0003 640,       |
| +148, | Wetar                             | Indonésie                             | +0003 600,       |
| +149, | Socotra                           | Yémen                                 | +0003 579,       |
| +150, | Long Island                       | États-Unis                            | +0003 564,       |
| +151, | Île Bear (en)                     | Antarctique                           | +0003 500,       |
| +152, | Île Traill                        | Groenland                             | +0003 452,       |
| +153, | Andros                            | Bahamas                               | +0003 439,       |
| +154, | Île Vaïgatch                      | Russie                                | +0003 383,       |
| +155, | Masbate                           | Philippines                           | +0003 268,       |
| +156, | San Cristobal                     | Îles Salomon                          | +0003 190,       |
| +157, | Gotland                           | Suède                                 | +0003 184,       |
| +158, | Île Mansel                        | Canada                                | +0003 180,       |
| +159, | Waigeo                            | Indonésie                             | +0003 155,       |
| +160, | Itouroup                          | Russie (Îles Kouriles)                | +0003 139,       |
| +161, | Île Akimiski                      | Canada                                | +0003 001,       |
| +162, | Île Santa Isabel                  | Îles Salomon                          | +0002 999,       |
| +163, | Fionie                            | Danemark                              | +0002 984,       |
| +164, | Yamdena                           | Indonésie                             | +0002 981,       |